# 鲍勃·安德雷格
罗伯特·H·安德瑞格（英語：Robert H. Anderegg，1937年8月24日—），美国NBA联盟前职业篮球运动员。他在1959年的NBA选秀中第3轮第20顺位被纽约尼克斯选中。